# Fernando Vera
Héctor Fernando Vera Vargas (nascido em 4 de fevereiro de 1954) é um ciclista chileno Competiu em dois Jogos Olímpicos, em Montreal 1976 e Los Angeles 1984.